# Mussola

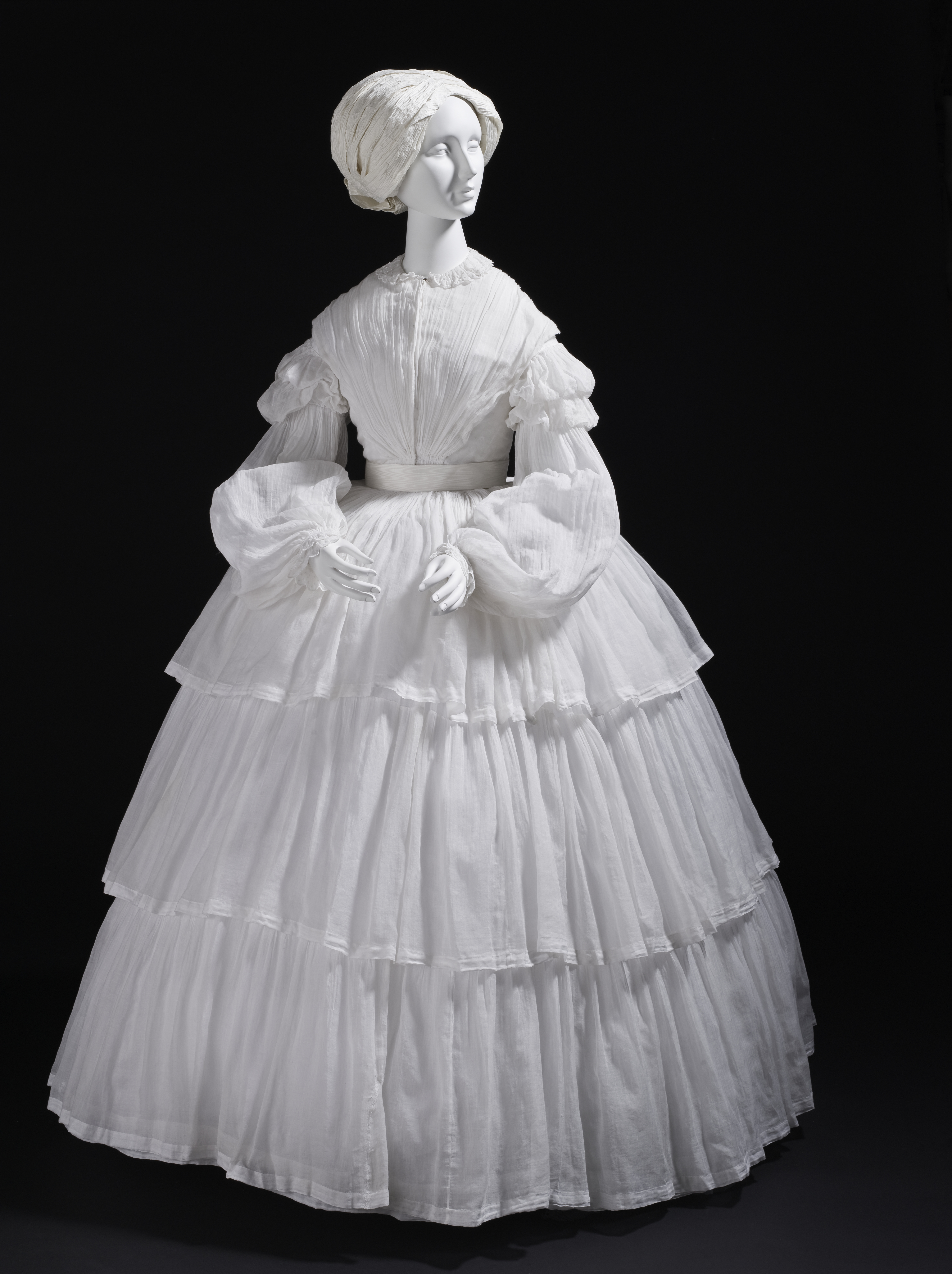
Abito in mussola, 1855.

La mussola è un tessuto molto leggero in armatura tipo tela e a trama molto rada (simile alla garza da medicazione).
Fu introdotta in Europa dall'Asia nel XVII secolo: il suo nome deriva dalla città di Mosul, sulle rive del Tigri, dove gli europei la incontrarono la prima volta; ma la sua origine è nella città di Dacca, in Bangladesh.
Originariamente era prodotto con cotone, poi con la lana e il lino. Viene utilizzato per l'arredamento nei tendaggi, nella biancheria da letto, nella biancheria intima e per l'abbigliamento femminile come le camicette. La mussola veniva anche utilizzata come fondo per le Thangka, pitture religiose su tela con provenienza da paesi Buddhisti come Tibet, Bhutan e Nepal.
Esiste poi la mussolina, ovvero la versione più leggera di un tessuto di mussola, da non confondere con la pelle d'uovo (che è un altro tipo di tessuto liscio, finissimo e sottile, molto compatto, proprio come la "pelle" dell'uovo dopo la cottura). Il tessuto che più si avvicina alla mussolina è il prezioso e ormai introvabile bisso (anche questo da non confondere con il prezioso bisso setoso e dorato proveniente dalla Pinna nobilis – ma il bisso di cotone, anch'esso prezioso e raro).

## Storia
Nel 1298 d.C. Marco Polo descrisse il tessuto nel suo libro I Viaggi. Ha detto che è stato prodotto a Mosul, in Iraq. Il viaggiatore inglese del XVI secolo Ralph Fitch lodò la mussola che vide a Sonargaon. Visitò l'India nel 1583 e descrisse Sonargaon, "come una città... dove c'è il tessuto migliore e più pregiato prodotto in tutta l'India". Abul Fazl ha scritto "il Sarkar di Sonargaon produce una specie di mussola molto fine e in grande quantità". Durante i secoli XVII e XVIII, Mughal Bengal emerse come il principale esportatore di mussola al mondo, con Mughal Dhaka come capitale del commercio mondiale di mussola.
Divenne molto popolare nella Francia del XVIII secolo e alla fine si diffuse in gran parte del mondo occidentale. La mussola di Dhaka fu presentata per la prima volta nel Regno Unito alla Grande Esposizione delle Opere dell'Industria di Tutte le Nazioni nel 1851.

## Processo di produzione
Poiché tutte le lavorazioni erano manuali, la lavorazione coinvolgeva molti artigiani per le attività di filatura e tessitura, ma il ruolo principale spettava alla materia e alla tessitura.
- Sgranatura: per rimuovere la spazzatura, pulire e pettinare le fibre e renderle parallele pronte per la filatura, veniva utilizzata una boalee (mascella superiore di un pesce gatto).
- Filatura e tessitura: per una maggiore umidità si tessevano durante la stagione delle piogge per elasticità nei filati e per evitare rotture. Il processo era così lento che potevano volerci più di cinque mesi per tessere un pezzo di mussola[11].

## Caratteristiche

### Leggerezza
Originariamente le mussole erano fatte solo di cotone. Erano tessuti molto sottili, trasparenti, delicati e traspiranti leggeri come una piuma. Potrebbero esserci 1000-1800 filati in ordito e pesare 3,8 once (110 g) per 1 iarda × 10 iarde (0,91 m × 9,14 m). Alcune varietà di mussola erano così sottili che potevano persino passare attraverso l'apertura di un anello da donna.

### Trasparenza
Petronio Arbitro (cortigiano romano del I secolo d.C. e autore del Satyricon) descrisse la natura trasparente del tessuto di mussola come di seguito: 
La tua sposa potrebbe benissimo vestirsi con un abito del vento piuttosto che presentarsi pubblicamente nuda sotto le sue nuvole di mussola.

### Nomi poetici
Ad alcune delicate mussole furono dati nomi poetici come Baft Hawa ("aria tessuta"), Shabnam ("rugiada della sera") e āb-i-ravān ("acqua corrente"). Quest'ultimo nome si riferisce ad una varietà fine e trasparente di mussola pregiata di Dacca. Le caratteristiche del tessuto sono riassunte nel suo nome.

### Tipi
La mussola ha diversi tipi di varianti. Molti dei seguenti sono menzionati in Ain-i-Akbari (documento dettagliato del XVI secolo)
- Khasa[20]
- Tansukh[21][22]
- Nainsook
- Chautar[23][24]
- Alliballi[25]. Il nome abbraccia ā'lā, 'superiore', bhalā, 'buono'[26].
- Adatais, un tessuto fine e chiaro[27].
- La mussola Seerhand era una varietà tra il nainsook e il mull (un altro tipo di mussola, molto sottile e morbida). Il tessuto è resistente ai lavaggi, conservando la sua trasparenza.
- Le varietà di mulmul (Mulboos khas, Jhuna, Sarkar ali, Sarbati, Tarindam)[28] erano tra le mussole di cotone più delicate prodotte nel subcontinente indiano[29][30][31].

#### Altre varianti
Mull è un altro tipo di mussola. È un materiale morbido, sottile e semitrasparente. Il nome deriva dall'hindi "mal" che significa "morbido". Il mull svizzero è un tipo rifinito con agenti rinforzanti.

### Declino sotto la Company Raj
Durante il periodo del dominio della Company Raj, la Compagnia delle Indie Orientali importò tessuti di produzione britannica nel subcontinente indiano, ma non riuscì a competere con l'industria locale della mussola. L'amministrazione della Compagnia avviò diverse politiche nel tentativo di sopprimere l'industria della mussola e successivamente la produzione di mussola conobbe un periodo di declino. È stato affermato che in alcuni casi i tessitori indiani venivano radunati e i loro pollici tagliati, sebbene ciò sia stato confutato dagli storici come una lettura errata di un rapporto di William Bolts del 1772. La qualità, La finezza e il volume di produzione della mussola bengalese diminuirono come risultato di queste politiche, continuando quando l'India passò dal dominio della Compagnia al controllo dell'Impero anglo-indiano.

## Utilizzo

### Sartoria e cucito
Poiché la mussola è un tessuto di cotone economico e non sbiancato, disponibile in diversi pesi, viene spesso utilizzata come supporto o fodera per trapunte e pertanto può essere trovata spesso in larghezze nelle sezioni trapuntate dei negozi di tessuti.
Quando si cuciono abiti, una sarta può testare la vestibilità di un indumento utilizzando tessuto di mussola per realizzare un modello di prova prima di tagliare pezzi da un tessuto più costoso per realizzare il prodotto finale, evitando così potenziali errori costosi. Negli Stati Uniti, questi modelli di prova vengono talvolta definiti "muslins", il processo è chiamato "realizzazione di una mussola" (making a muslin) e "muslin" è diventato il termine generico per qualsiasi indumento di prova, indipendentemente dal tessuto di cui è composto.
In Gran Bretagna e Australia, il termine per un indumento di prova era Toile. Questo termine, da una parola francese antica per "stoffa", entrò nella lingua inglese intorno al XII secolo. (Oggi, toile si riferisce semplicemente a qualsiasi tessuto velato, che può essere realizzato, ad esempio, in lino o cotone.)
Il termine tedesco moderno per un capo di prova o di prova è Nesselmodell.

### Utilizzo nella produzione alimentare
La mussola può essere utilizzata come filtro:
- In un imbuto quando si travasa vino pregiato o porto per evitare che i sedimenti entrino nel decanter
- Per separare il liquido dalla poltiglia (ad esempio, per fare il succo di mela: lavare, tritare, far bollire, schiacciare, quindi filtrare versando la poltiglia in un sacchetto di mussola sospeso sopra una brocca)
- Per trattenere un solido liquido, ad esempio, nella produzione casalinga del formaggio, quando il latte si è coagulato in gel, versare in un sacchetto di mussola e schiacciare tra due piattini (capovolto sotto un mattone) per spremere il siero liquido dai fiocchi di latte

La mussola è il materiale per il tradizionale panno avvolto attorno a un Christmas pudding.
La mussola è il tessuto avvolto attorno agli oggetti nel barmbrack, una torta alla frutta tradizionalmente consumata ad Halloween in Irlanda.
La mussola è un filtro nella tradizionale produzione di kava delle Figi.
Gli apicoltori usano la mussola per filtrare la cera d'api fusa per pulirla da particelle e detriti.

### Scenografia e fotografia
La mussola è spesso il tessuto preferito per le scenografie teatrali. Viene utilizzato per mascherare lo sfondo dei set e per stabilire l'atmosfera delle diverse scene. Riceve bene la vernice e, se trattato adeguatamente, può essere resa traslucida.
Tiene bene anche i coloranti. Viene spesso utilizzato per creare scene notturne perché una volta tinto assume spesso un aspetto ondulato con il colore leggermente variabile, in modo tale da assomigliare a un cielo notturno. La mussola si restringe dopo essere stata dipinta o spruzzata con acqua, il che la rende utilizzabile in alcune tecniche comuni i pezzi di scenografia teatrale dipinti e posizionati sul palco in modo da dare l'aspetto di edifici o altro sfondo.
Nella produzione video, la mussola viene utilizzata come schermo economico verde o blu (per effettuare il chroma key), pre-colorato o dipinto con vernice al lattice (diluita con acqua).
La mussola è il materiale di sfondo più comune utilizzato dai fotografi per gli sfondi nei ritratti formali. Questi fondali sono solitamente dipinti, il più delle volte con un motivo screziato astratto.
Agli albori della produzione del cinema muto, e fino alla fine degli anni '10, gli studi cinematografici non disponevano delle luci elaborate necessarie per illuminare i set interni, quindi la maggior parte delle scene interne erano set costruiti all'aperto con grandi pezzi di mussola appesi in alto per diffondere la luce solare.

### Medicina
I chirurghi utilizzano garze di mussola nella neurochirurgia cerebrovascolare per avvolgere aneurismi o vasi intracranici a rischio di sanguinamento. L'idea è che la garza rinforzi l'arteria e aiuti a prevenirne la rottura. Viene spesso utilizzato per aneurismi che, a causa della loro dimensione o forma, non possono essere tagliati o avvolti microchirurgicamente.

## Revival
Il sari di mussola è stato tessuto in Bangladesh da un gruppo di ricercatori nell'ambito di un progetto governativo. Il team di ricerca ha tessuto sei sari di mussola nel 2020.

## Riconoscimenti
Nel 2013, l'arte tradizionale di tessere la mussola Jamdani in Bangladesh è stata inclusa nella lista dei patrimoni orali e immateriali dell'umanità dall'UNESCO. Nel 2020 gli è stato assegnato lo status di indicazione geografica come prodotto del Bangladesh grazie agli sforzi del governo di quel paese, il quarto prodotto certificato IG dopo i sari Jamdani, l'alosa indiana e il mango Khirsapat.

## Galleria d'immagini

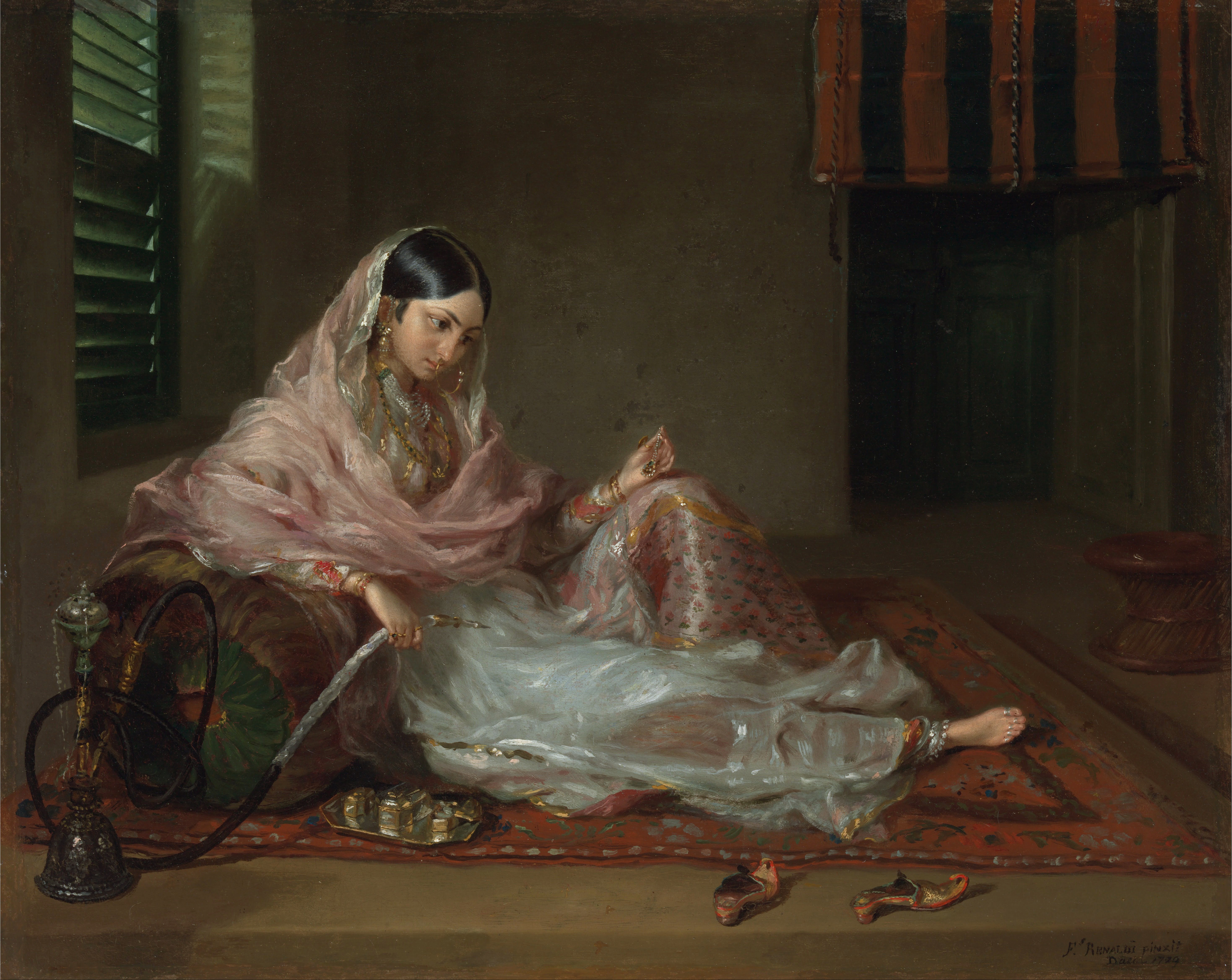
Una donna vestita con pregiata mussola bengalese, "Muslim Lady Reclining" di Francesco Renaldi (1789).
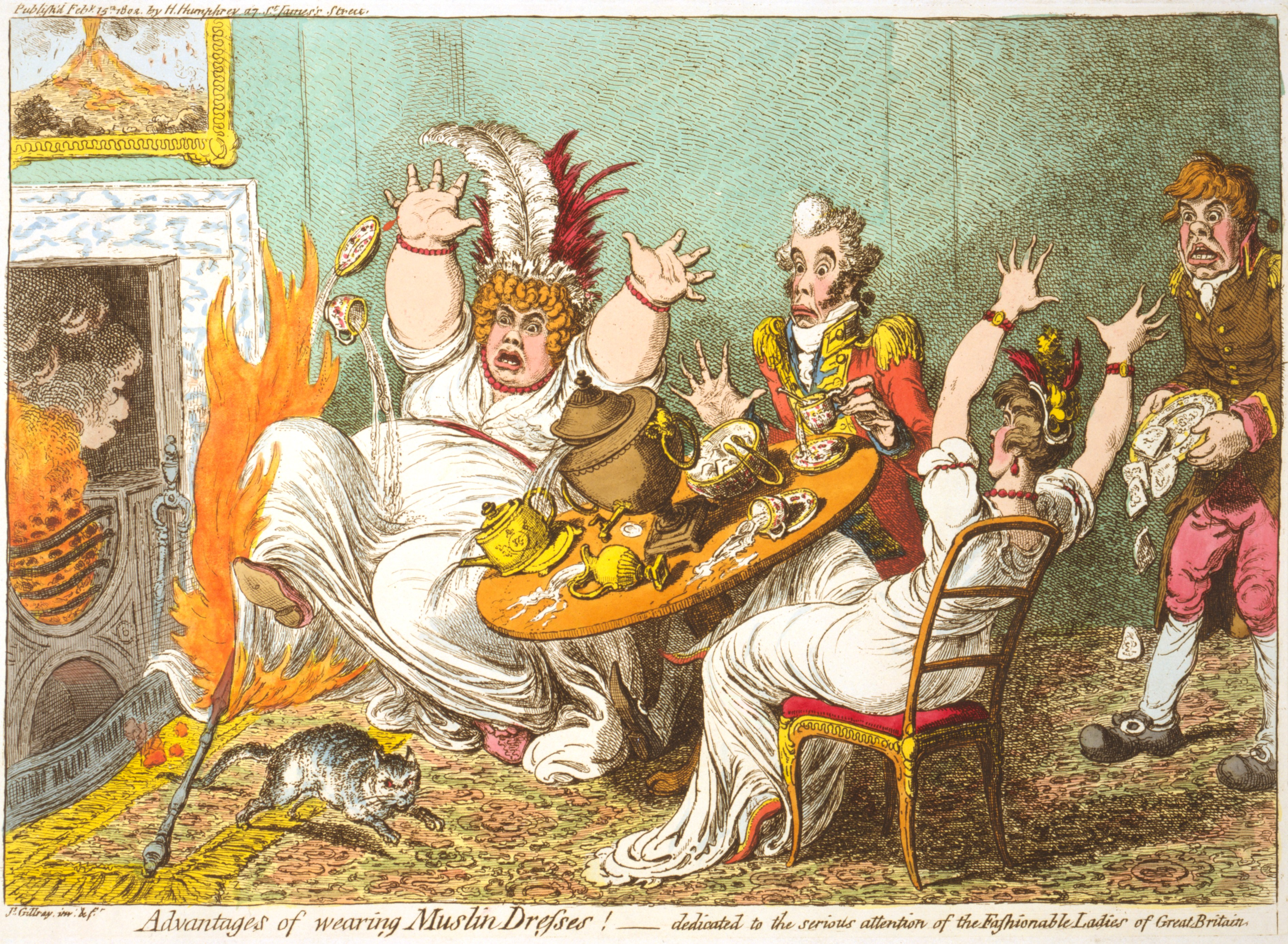
In Vantaggi di indossare abiti in mussola! (1802), James Gillray sottolineò satiricamente un pericolo della mussola non trattata: la sua infiammabilità.
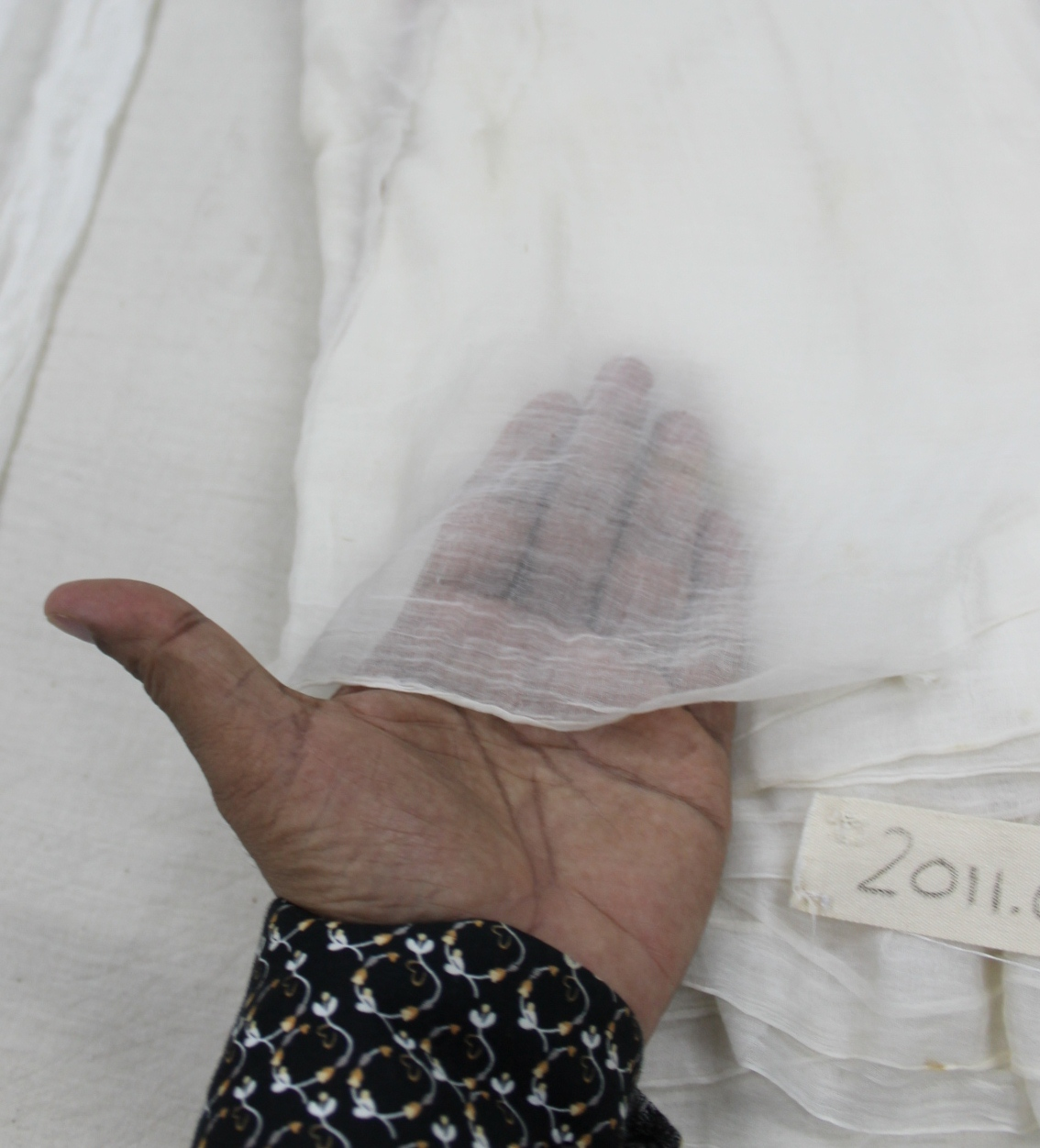
Mussola di Dhaka del XVIII secolo.
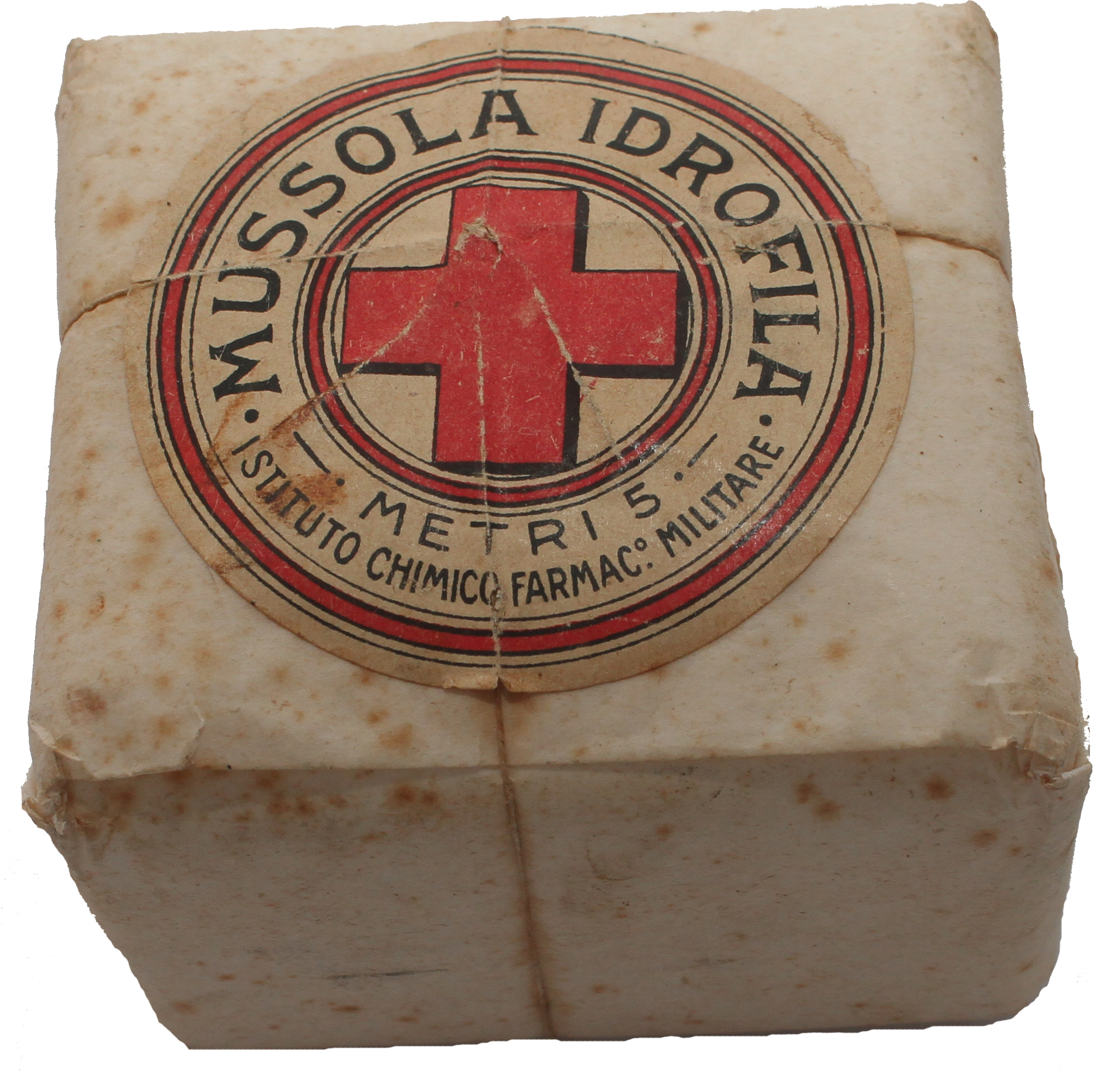
Un pacchetto di primo soccorso da 5 metri di "mussola idrofila", donata ai soldati italiani nella Prima Guerra Mondiale.
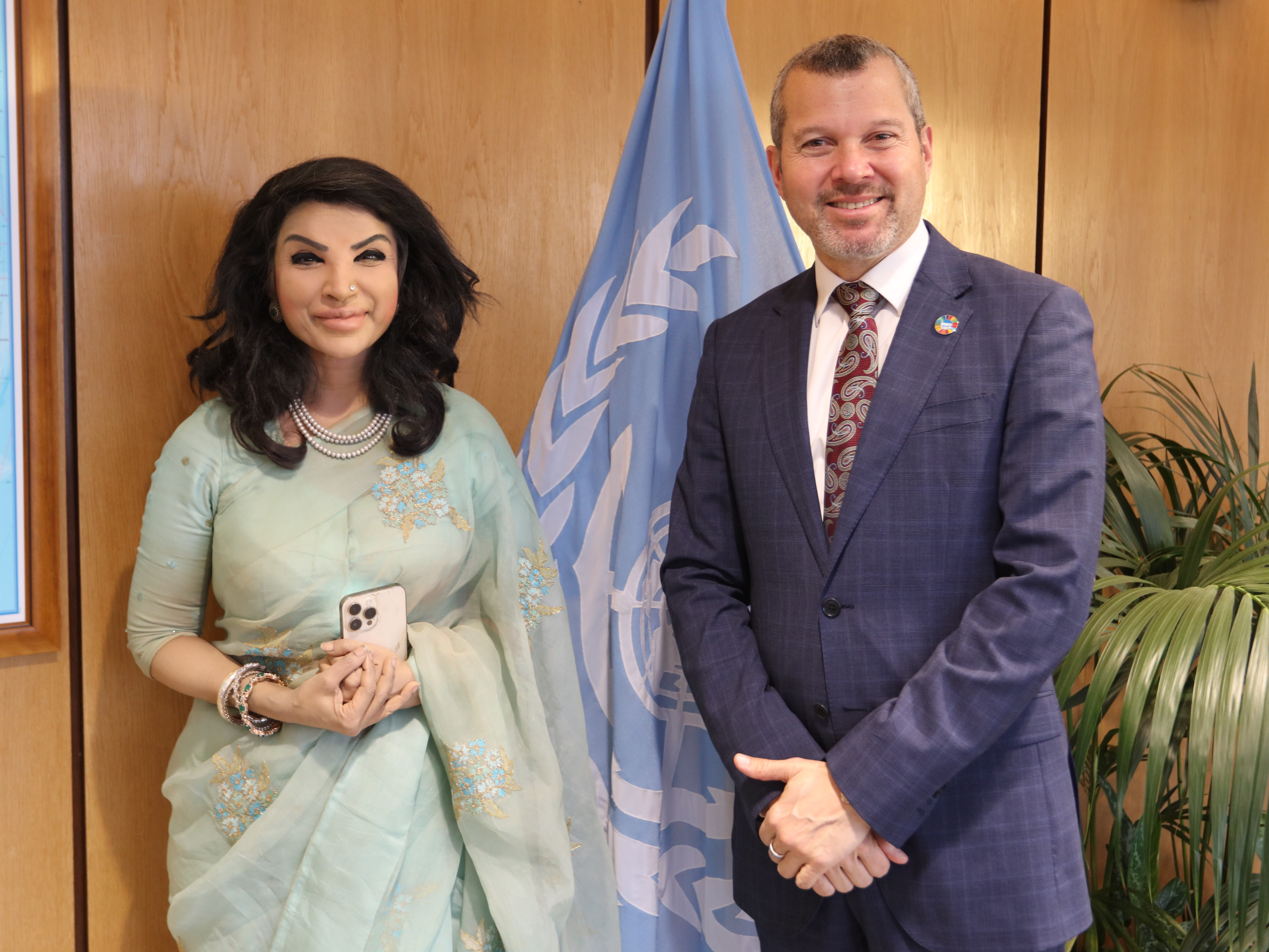
Saida Muna Tasneem, l'alto commissario del Bangladesh nel Regno Unito, indossa un sari di mussola verde pastello. Il governo del Bangladesh ha dichiarato ufficialmente il ripristino della pregiata mussola di Dhaka nell'aprile 2022[52][53].